# Albert Sacco
Albert Sacco Jr. (Boston, 3 de maio de 1949) é um astronauta norte-americano.
Formado e com PhD em engenharia química pelo Instituto de Tecnologia de Massachusetts (MIT), Sacco foi selecionado para o corpo de astronautas da NASA em 1990.
Em 1993, foi ao espaço como especialista de carga da missão STS-73 Columbia, uma missão de dezesseis dias de pesquisas e estudos com o laboratório espacial Spacelab, onde ele realizou várias experiências sobre biotecnologia, ciência de combustíveis e material e mecânica dos fluidos.
Hoje trabalha como professor e pesquisador, tendo mais de setenta publicações, estudos e livros na área de pesquisas de fibras de carbono, catalisadores e zeólitos.